# Fiche à bélière
 (novembre 2022).
Une fiche à bélière est une sorte de poinçon métallique, utilisé quotidiennement au Haut Moyen Âge mérovingien,, dont l'utilité reste encore largement méconnue. De forme pointue, parfois torsadée, la tête de la fiche est triangulaire et servait peut-être à accrocher l'objet à la ceinture ou à une rouelle métallique elle-même rattachée à la ceinture.

« De nombreuses hypothèses ont déjà été formulées quant à son usage mais sans réellement
convaincre : outil de vannier ou de damasquineur, poinçon à perforer les matières souples, instrument chirurgical réservé au bétail
ou encore précurseur de la fourchette. Une poignée transversale
en bois devant être engagée dans l’œil de l’instrument (Thouvenin
1977), il apparaît que le terme de poinçon («Pfriem»), largement
adopté par les auteurs allemands, soit finalement mieux adapté.
Au-delà de son caractère énigmatique, la fiche à bélière constitue
un objet de la vie quotidienne aussi commun que le couteau. Ces
deux objets sont d’ailleurs en association très fréquente dans les
tombes masculines du Haut Moyen Age, généralement comme
contenu d’une aumônière accrochée à la ceinture. »

— Ludwig Eschenlohr, Vincent Friedli & alii, Develier-Courtételle, un habitat rural mérovingien. Métallurgie du fer
et mobilier métallique (in cahiers d'archéologie jurassienne, n°14, 2007)
La plupart de ces objets ont été retrouvé dans des sépultures, souvent d'hommes.